# Kubu I
Kubu I is een bestuurslaag in het regentschap Rokan Hilir van de provincie Riau, Indonesië. Kubu I telt 803 inwoners (volkstelling 2010).